# Gamser Spitze
Die Gamser Spitze (italienisch Cima dei Camosci) ist ein 2155 m s.l.m. hoher Berggipfel im Süden der Sarntaler Alpen. Während sie nach Westen, Nordwesten und Süden in steilen Porphyrwänden ins Sarntal abfällt, zeigt sich ihre Ostflanke deutlich sanfter. Hier läuft das Gelände grasig über die Schartalm ins Tanzbachtal, ein Seitental des Sarntals, aus. Entlang der Felskante verläuft der Kamm, dem auch die Sarner Scharte (2458 m) und der Villanderer Berg (2509 m) angehören.
Der Gipfel, der anhand des Gipfelkreuzes gut zu erkennen ist, kann sowohl vom Sarntal als auch vom Eisacktal aus leicht bestiegen werden. Von Riedelsberg im Sarntal oder vom Gasteiger Sattel, der vom Parkplatz bei der Gasserhütte leicht zu erreichen ist aus, folgt man Weg Nr. 3 bis zum 2381 m hohen Schartl und steigt dann auf Weg Nr. 19 bis zu einem unmarkierten Pfad ab, dem man schließlich nach Westen bis zum Gipfelkreuz folgt.

## Belege
- Kompass, Sarntaler Alpen - Monti Sarentini, Blatt 56, 1:25000